# Schneider vs. Bax
Schneider vs. Bax is een Nederlandse speelfilm uit 2015 onder regie van Alex van Warmerdam.

## Verhaal
Huisvader en huurmoordenaar Schneider en schrijver Ramon Bax krijgen allebei opdracht van ene Mertens om elkaar te vermoorden.

## Rolverdeling
- Tom Dewispelaere - Schneider
- Alex van Warmerdam - Ramon Bax
- Maria Kraakman - Francisca
- Gene Bervoets - Mertens
- Annet Malherbe - Gina
- Pierre Bokma - Bolek
- Henri Garcin - Gerard
- Loes Haverkort - Lucy
- Eva van de Wijdeven - Nadine
- Ali Zijlstra - Loetje
- Mike Reus - opzichter
- Bart Harder - Jules